# Ця порцелянова лялечка закохалася
«Ця порцелянова лялечка закохалася» (яп. その着せ替え人形は恋をする, Соно бісуку до:ру ва кой о суру) — манґа, написана та проілюстрована Шін'ічі Фукудою. Випускається в журналі Young Gangan видавництва Square Enix з січня 2018 року та станом на червень 2024 року видана у тринадцяти танкобонах. Прем'єра аніме-серіалу з 12 серій від студії CloverWorks відбулася у січні 2022 року.
З 2023 року виходить офіційний український переклад манґи від видавництва MAL'OPUS.

## Сюжет
Ґоджьо Вакана — першокласник старшої школи, який мріє стати майстром ляльок хіна. Якось під час першого семестру його популярна однокласниця Кітаґава Марін бачить, як він шиє костюми для ляльок у класі домоводства. Марін хоче зайнятися косплеєм і вже пошила костюм улюбленого персонажа відеогри, але сама шиє погано і зрештою просить Вакану, якому це вдається краще, перекроїти костюм. Незважаючи на те, що Вакана ще ніколи не шив повнорозмірні костюми, він був натхненний завзятістю Марін і погодився.

## Персонажі
- Ґоджьо Вакана (яп. 五条 新菜, Ґоджьо: Вакана) — учень першого класу старшої школи. Будучи сиротою, він був вихований своїм дідусем, майстром ляльок хіна, який також надихнув його стати кашіра-ші (яп. 頭 師), майстром, який робить голову ляльки хіна. Вакана має велику статуру і зріст більше 180 см, але низьку самооцінку, він затворник через гіркі спогади про критику з боку своєї подруги дитинства, яка вважала, що хлопчику не слід грати в ляльки. Він приховував своє захоплення і не мав справжніх друзів, доки не зустрів Марін. Дата народження: 21 березня[4][a].

Сейю: Ішіґе Шьоя,Такаянаґі Томойо (у дитинстві)
- Кітаґава Марін (яп. 喜多川 海夢, Кітаґава Марін) — дівчина із зовнішністю ґяру та екстравертним типом особистості, однокласниця Вакани. Вона досить енергійна та ініціативна, але незграбна в деталях і не дуже вправна в роботі. Вона захоплена отаку з широким спектром уподобань, від аніме в жанрі махо-шьоджо до відеоігор для дорослих. Дата народження: 5 березня[4][b].

Сейю: Суґута Хіна
- Інуй Саджюна (яп. 乾 紗寿叶, Інуй Саджюна) — косплеєр, що представляється ім'ям «Джюджю» (яп. ジュジュ). Вона навчається в другому класі старшої школи для дівчаток. Проте її статура не відповідає її віку, чому Вакана і Марин спочатку вважали, що Саджюна навчається у середній чи початковій школі. Проте, як і Марін, вона відверта і активна людина, яка піде на все, щоб досягти своєї мети.

Сейю: Танезакі Ацумі
- Інуй Шінджю (яп. 乾 心寿, Інуй Шінджю) — сором'язлива та стримана молодша сестра Саджюни. Шінджю — учениця середньої школи, але в порівнянні з мініатюрною сестрою вона настільки велика, що уніформа Вакани їй майже підійшла. Її зріст 178 см, у неї пишні форми. Шінджю близька зі своєю сестрою і дуже поважає її. Коли Саджюна займається косплеєм, Шінджю бере на себе роль фотографа, використовуючи камеру, запозичену в батька. Вона також вміє користуватися комп'ютером, обробляти та завантажувати зроблені знімки. Проте вона потай хотіла зайнятися косплеєм самостійно, але боялася поступитися на вигляд своїй сестрі.

Сейю: Йомія Хіна

## Медіа

### Манґа
Написана та проілюстрована Шін'ічі Фукудою манґа почала випускатися в журналі Young Gangan видавництва Square Enix з 19 січня 2018 року. Окремо від журналу манґа видана в десяти томах-танкобонах, на вересень 2022 року.
Під час виставки Anime Expo у липні 2019 року Square Enix анонсувала переклад манґи англійською мовою під назвою My Dress-Up Darling та опублікувала її під своїм новим імпринтом Square Enix Manga & Books.
15 червня 2023 року видавництво «MAL'OPUS» оголосили про локалізацію манґи українською в м'якій обкладинці з серпня 2023 року. Станом на червень 2024 вже вийшло 4 томи.

#### Список томів
| №  | Японською         | Японською                                          | Українською     | Українською            |
| №  | Дата виходу       | ISBN                                               | Дата виходу     | ISBN                   |
| -- | ----------------- | -------------------------------------------------- | --------------- | ---------------------- |
| 1  | 24 листопада 2018 | ISBN 978-4-7575-5920-2                             | 26 вересня 2023 | ISBN 978-617-7756-88-9 |
| 2  | 24 листопада 2018 | ISBN 978-4-7575-5921-9                             | 20 грудня 2023  | ISBN 978-617-7919-59-8 |
| 3  | 25 травня 2019    | ISBN 978-4-7575-6138-0                             | 24 січня 2024   | ISBN 978-617-7756-89-6 |
| 4  | 25 жовтня 2019    | ISBN 978-4-7575-6355-1                             | 21 березня 2024 | ISBN 978-617-7756-95-7 |
| 5  | 25 травня 2020    | ISBN 978-4-7575-6657-6 ISBN 978-4-7575-6658-3 (КВ) | 12 липня 2024   | ISBN 978-617-8168-12-4 |
| 6  | 25 листопада 2020 | ISBN 978-4-7575-6959-1                             | —               | —                      |
| 7  | 24 квітня 2021    | ISBN 978-4-7575-7212-6 ISBN 978-4-7575-7213-3 (КВ) | —               | —                      |
| 8  | 25 жовтня 2021    | ISBN 978-4-7575-7344-4 ISBN 978-4-7575-7345-1 (КВ) | —               | —                      |
| 9  | 25 березня 2022   | ISBN 978-4-7575-7837-1                             | —               | —                      |
| 10 | 24 вересня 2022   | ISBN 978-4-7575-8101-2 ISBN 978-4-7575-8102-9 (КВ) | —               | —                      |
| 11 | 25 березня 2023   | ISBN 978-4-7575-8425-9 ISBN 978-4-7575-8426-6 (КВ) | —               | —                      |
| 12 | 25 вересня 2023   | ISBN 978-4-7575-8748-9 ISBN 978-4-7575-8749-6 (КВ) | —               | —                      |
| 13 | 24 травня 2024    | ISBN 978-4-7575-9132-5 ISBN 978-4-7575-9133-2 (КВ) | —               | —                      |

### Аніме
Про адаптацію манґи у вигляді аніме-серіалу було оголошено в дев'ятому випуску Young Gangan, що вийшов 16 квітня 2021 року. Виробництвом аніме-серіалу зайнялася студія CloverWorks, режисером виступає Шінохара Кейсуке, сценаристом — Томіт Йоріко, а Ісіда Кадзумаса відповідає за дизайн персонажів і є головним режисером анімації. Композитором серіалу виступив Накацука Такеші. Прем'єра відбулася 9 січня 2022 року на Tokyo MX та інших телеканалах. Відкриваюча музична тема аніме-серіалу — «Sansan Days» (яп. 燦々デイズ, Сансан дейдзу, «Сліпучі дні») групи Spira Spica, закриваюча тема — «Koi no Yukue» (яп. 恋ノ行方, Кой но юкуе, «Місцезнаходження любові») Акарі Акасе. Muse Communication ліцензувала аніме-серіал у Південній та Південно-Східній Азії.
17 вересня 2022 року було оголошено про підготовку другого сезону аніме.

## Сприйняття

### Манґа
У серпні 2019 року манґа посіла шосте місце у категорії «Найкраща серія друкованої манґи» за результатами голосування, організованим журналом Da Vinci видавництва Media Factory та відеохостингом Nico Nico Douga до п'ятої премії Next Manga Award. У грудні цього ж року посіла 16-те місце у списку найкращої манґи 2020 року для читачів-чоловіків за версією видання Kono Manga ga Sugoi!. Також посіла третє місце в рейтингу «Комікси 2020 року, рекомендовані співробітниками національних книгарень» інтернет-магазину Honya Club. У червні 2020 року манґа посіла шосте місце на четвертій щорічній премії Tsutaya Comic Award. У грудні 2022 журнал Da Vinci видавництва Media Factory у випуску за січень 2023 р. помістив манґу на п'ятдесяте місце в рейтингу «Книга року». У лютому 2023 року Марін Кітаґава була номінована на премію Magademy Award у категорії «Найкраща головна героїня».
Оглядач Іен Вульф із сайту Anime UK News поставив першому тому манґи шість зірок із десяти, віднісши до її недоліків надмірний фансервіс, і відзначив увагу до деталей для косплеєрів. Ребекка Сільверман із сайту Anime News Network в огляді на два перші томи манґи віднесла до переваг головну героїню, «смішні і трохи зворушливі» моменти, але критично поставилася до фансервісу та «анатомічних проблем у малюнку».
На початок лютого 2022 загальний тираж манґи склав 4,5 мільйонів проданих копій. 22 лютого тираж манґи досяг 5 мільйонів проданих копій. До 26 вересня 2022 загальний тираж манґи досяг 7,5 мільйонів проданих копій.

## Нотатки
1. ↑  У дев'ятому випуску радіошоу від Aniplex на 43-й хвилині.
2. ↑  У дев'ятому випуску радіошоу від Aniplex на 40:59.
3. ↑  Прем'єра серіалу на Tokyo MX відбулася о 24:00 JST 8 січня 2022 року, фактично 9 січня опівночі.